# Declaratio Ferdinandea
Als Declaratio Ferdinandea (lateinisch für Ferdinandinische Erklärung) wird eine Erklärung des römisch-deutschen Königs Ferdinand I. bezeichnet, die im Zuge des Augsburger Religionsfriedens Bekenntnisfreiheit evangelischer Ritter und Städte in geistlichen Territorien sicherte.

## Kontext
Auf dem Augsburger Reichstag von 1555 leitete König Ferdinand I. stellvertretend für seinen Bruder Kaiser Karl V. die Verhandlungen zwischen Protestanten und Katholiken über einen allgemeinen Religionsfrieden. Nach den Verwüstungen des Schmalkaldischen Kriegs, des Markgrafen- und des Fürstenkriegs herrschte eine große Friedenssehnsucht im Heiligen Römischen Reich. Trotzdem waren die Verhandlungen über den Religionsfrieden sehr schwierig und gingen nur langsam voran. 
Am härtesten und längsten wurde um den Geistlichen Vorbehalt gerungen, der festlegte, dass geistliche Fürstentümer nicht zum Protestantismus übertreten durften. Dies stellte einen Nachteil für die Protestanten im Reich dar und sie drohten mehrfach die Verhandlungen deswegen scheitern zu lassen. Ferdinand versuchte in dieser Situation ihre Zustimmung durch eine am 24. September 1555 gegenüber den Kurfürsten von Kursachsen und Kurmainz abgegebene, aber bis 1575 geheim gehaltene Erklärung – die Declaratio Ferdinandea – zu erreichen.

## Regelungen
In der schriftlichen Erklärung garantierte Ferdinand den landsässigen protestantischen Rittern und Städten die Beibehaltung ihres evangelischen Bekenntnisses, auch wenn sie sich in einem geistlichen katholischen Territorium befanden. Dies stellte eine wichtige Ausnahme vom Prinzip cuius regio, eius religio dar, nach dem ein geistlicher Landesherr die Möglichkeit gehabt hätte, seine Untertanen zur Übernahme des katholischen Bekenntnisses zu zwingen.

## Wirkung
Die Erklärung wurde nicht mit in den offiziellen Reichsabschied aufgenommen und sorgte in den folgenden Jahren immer wieder für Konflikte. Die katholische Seite hielt sie für reichsrechtlich ungültig, da nach § 28 des Augsburger Religionsfriedens jede Veränderung des Vertragswerks durch zusätzliche Erklärungen untersagt war.